# Robert Drivas
Robert Drivas (nascido Robert Choromokos; 21 de novembro de 1935 – 29 de junho de 1986) foi um ator e diretor de teatro americano.

## Vida e início de carreira
Drivas estudou na Universidade de Chicago e na Universidade de Miami, com treinamento adicional no Greek Playhouse em Atenas, Grécia. Ele fez sua estreia nos palcos em Night Must Fall em Coral Gables, Flórida, e depois apareceu em Tea and Sympathy no papel de Tom Lee no Coconut Grove Playhouse em Miami, e em The Lady's Not for Burning, Death of a Salesman, Thieves' Ball, e A View from the Bridge no Highland Park Playhouse em Chicago. De acordo com Thomas W. Ennis escrevendo no The New York Times, Tennessee Williams viu Drivas em Tea and Sympathy e pediu-lhe para assumir o papel principal em sua peça Sweet Bird of Youth, que teve sua estreia em Coconut Grove, no Studio M Playhouse de George Keathley em 1956.

## Broadway
Ele fez sua estreia na Broadway no papel de Ramsés em 1958 na peça The Firstborn, dirigida e estrelada por Anthony Quayle como Moisés. Ele continuou a se apresentar no palco, como Jacko na peça de Beverley Cross One More River (1960), com George C. Scott no Gueto de Varsóvia na peça The Wall (1960), como o filho de Alfred Drake, Giorgio no cenário renascentista italiano colocou Lorenzo (1963), como o beatnik britânico filho de Cyril Ritchard em The Irregular Verb to Love (1963), e em And Things That Go Bump in the Night (1965), que ele também dirigiu. Em 1963 ele ganhou o Theatre World Award por sua atuação em Mrs. Dally Has a Lover (ao lado de Estelle Parsons).
Drivas foi associado a muitas figuras teatrais conhecidas de sua época. Estes incluíam os dramaturgos Terrence McNally, cuja peça The Ritz ele dirigiu em 1975, e Edward Albee, que dirigiu Drivas na estreia de 1983 da peça duramente recebida de Albee, The Man Who Had Three Arms. Outros créditos de direção incluem Bad Habits, pelo qual ganhou um Obie Award, Legend, Cheaters, It Had to Be, o revival de 1982 do musical Little Me (com seu trabalho elogiado pelo crítico de teatro Clive Barnes, que escreveu "Todo o equilíbrio é corrigido pelo senso mais firme de forma e continuidade da produção atual. O sentido que antes tinha de uma série de esquetes apagados desapareceu e a encenação... é suave, inventiva e cômica.") e Peg, uma biografia musical da cantora Peggy Lee, com letra e livro da própria estrela.

## Cinema e televisão
Simultaneamente ao seu trabalho teatral, Drivas apareceu na televisão, começando em 1957, em programas policiais e dramas como Route 66, N.Y.P.D., Bonanza, The Defenders, The Fugitive, Twelve O'Clock High, The Wild Wild West, Hawaii Five-O, The Streets of San Francisco, e The F.B.I.
A primeira aparição de Drivas no cinema foi no papel de Loudmouth Steve em Cool Hand Luke (1967). Essa estreia levou a mais trabalhos no cinema em The Illustrated Man (1969) e no drama entre gerações Where It's At (1969), escrito e dirigido por Garson Kanin.

## Morte
Drivas morreu em 29 de junho de 1986, de complicações relacionadas à AIDS, aos 50 anos.

## Filmografia
| Ano  | Título              | Personagem              | Notas                    |
| ---- | ------------------- | ----------------------- | ------------------------ |
| 1967 | Cool Hand Luke      | Steve "Loudmouth Steve" |                          |
| 1969 | The Illustrated Man | Willie                  |                          |
| 1969 | Where It's At       | Andy                    |                          |
| 1974 | Road Movie          | Gil                     |                          |
| 1976 | God Told Me To      | David Morten            |                          |
| 1977 | La Fille d'Amérique | Matthew                 | (último papel no cinema) |